# روزل (ایلینوی)
روزل (به انگلیسی: Roselle) یک روستا در ایالات متحده آمریکا است که در ایلینوی واقع شده‌است. روزل ۱۴٫۲۴ کیلومتر مربع مساحت و ۲۲٬۷۶۳ نفر جمعیت دارد و ۲۱۶–۲۴۳ متر بالاتر از سطح دریا واقع شده‌است.